# 賓夕法尼亞鐵路GG1型電力機車
賓夕法尼亞鐵路GG1型電力機車（PRR GG1）是賓夕法尼亞鐵路公司從1930年代中期至1980年代初廣泛使用的一型客貨兩用電力機車。列車由奇異公司和阿爾圖納機車廠生產，從1935年至1943年共生產139台，運用於美國東北地區賓夕法尼亞鐵路網。該型機車亦被賓夕法尼亞中央鐵路，美國國鐵和紐澤西公共運輸公司繼承並繼續使用至1983年方才全部退役。

## 技术数据
GG1型機車長79英尺6英吋（24.23 m），自重475,000磅（215噸）。機車車架分為前後兩段，由杵臼關節相聯結，使其能通過較小半徑彎道。車體置於車架上，並以金屬蒙皮包覆焊接。司機室位於機車中央部位，靠近油冷式變壓器和燃油列車供暖鍋爐。這種佈局最早由賓夕法尼亞鐵路P5型電力機車改進型採用，能較好的適應機車雙向操作，並且在碰撞事故中保護車組安全。車體前後各有一個受電弓，以適應11kV 25HZ交流電架空電纜。一般情況下，機車使用行駛方向後弓，前弓僅在後弓故障時使用。雙司機室中間為變壓器室，將11kV變壓至牵引电动机工作電壓。

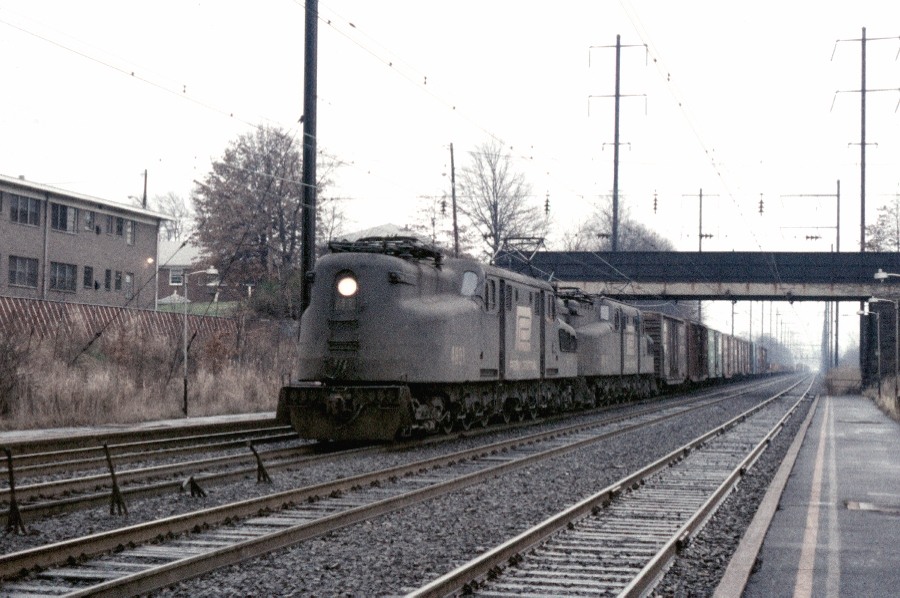
賓州中央鐵路4801和4800號機車正牽引貨運列車在新澤西州伊麗莎白車站向東運行

機車裝備有12台GEA-627-A1牽引電動機，單台功率385hp（287kW）。列車驅動輪直徑為57英吋（140 cm），共六軸，空心軸驅動。車體前後各有兩對無動力導輪和拖輪。按蒸汽機車常用華氏式別分類法，每段車架4-6-0型（賓夕法尼亞鐵路分類法G類）。兩個車架背靠背安裝，故為4-6-0+0-6-4。按照美國鐵路聯盟軸式分類法為2-C+C-2，意思為有兩組動輪，每組三對，前後各兩對無動力輪。

## 历史
GG1型機械設計可以追溯到1930年代初期，賓夕法尼亞鐵路向紐黑文鐵路租用數台“紐黑文EP3型”電力機車。賓州鐵路將其和自身裝備標準電力機車P5a型進行了一系列比較。1933年，賓州鐵路決定開發新型電力機車替換P5a， 向奇異公司和西屋公司下達了設計要求：比P5a輕的軸重，功率要超過，極速大於100英里/小時（160公里/小時），流線型車身，並具備中央司機室。
1934年8月，兩家公司均完成了設計和原型車製造，並將原型車送至賓夕法尼亞鐵路進行測試。 奇異公司代號為GG1型，西屋公司為R1型。R1型機車就像一台增大了功率的P5a，僅在長度上略有增加，AAR軸式為2-D-2。兩台車同時進行了為期十週的測試，在特拉華州克雷芒特的賓州鐵路試驗線以及紐約-費城的東北走廊線上進行實地運營測試。由於R1的軸式較僵硬，通過許多大弧度路段或調車場轉轍器顯得較為困難，故最後賓州鐵路選擇GG1型。1934年11月10日，賓州鐵路訂購57台， 其中14台為奇異公司在伊利的工廠生產，18台由阿爾通納公司生產。剩餘20台的電氣設備由西屋公司在東匹茲堡的工廠生產，底盤由鲍尔温机车厂在艾迪史顿的工廠生產，最後在阿爾通納公司組裝。1937年至1943年，賓州鐵路向阿爾通納公司增購了81台機車。GG1型最早全部用於客運服務。
1935年1月28日，賓州鐵路所屬紐約市至華盛頓特區的電氣化改造完成。為慶祝這一盛況，賓州鐵路決定於2月10日開行一趟特別專列，由“PRR 4880”號GG1型牽引。列車從華盛頓特區和費城間做一次往返運行。從費城返回的時候創造了一項1小時50分的世界紀錄。
1950年代中期，鐵路客運衰落後，部分客運機車閒置。賓州鐵路將4801–4857號進行變速齒輪改裝，用於貨物運輸。 改裝後機車極速降為90英里/小時（140公里/小時），但客運設備和蒸汽加溫裝置仍被保留。這些貨運機車在節日被用於牽引郵政列車，以及每年為在費城舉行的海軍官校-陸軍官校足球賽開行球賽特別列車。
GG1型的外觀設計起初由西屋公司工業設計師唐納德·羅斯科·杜納擔綱， 後賓州鐵路雇傭工業設計師雷蒙德·洛威改進外觀。洛威將原型車外板铆接結構改為焊接，使得外觀平滑。洛威同樣設計了機車塗裝，以不倫瑞克綠色為底，並塗有五條金色細條紋。1952年，賓州鐵路重新以托斯卡納紅作為機車底色，細條紋被簡化成紅色色帶，並且增加了紅色“拱心石”裝飾。
GG1型機車的運營速度為75-80英里/小時，直至1967年10月，部分列車開始以100英里/小時速度運營。美鐵接手賓州鐵路客運後，GG1繼續在美鐵車隊中服役。1970年代末期GG1型在牽引“城際列車”時，速度可達100英里/小時。牽引"美鐵客車"時，GG1主要用於紐約市和華盛頓特區區間，全程223.6英里，耗時3小時20-25分。

### 使用情況
1968年賓州鐵路和紐約中央鐵路合併成賓州中央鐵路後，有119台GG1型現役。1971年，新成立的美鐵以每台5萬美金的價格向賓州中央鐵路購買了30台用於客運，租借了10台機車用作一般用途，11台用於通勤線路。美鐵對購進的30台GG1型進行了重新編號，編號從900-929，隨後被重新編號為4900-4929。對於租賃用於一般用途的機車則編號4930-4939。4935號機車則保持原賓州鐵路編號。
美鐵原計劃在1975年用奇異公司E60型電力機車取代GG1，但E60型性能並不能令人滿意。試驗中，列車於102英里/小時（164公里/小時）試驗時出軌，被迫延期（E60型和奇異P30CH型柴油機車使用相同車體），E60也從未達到過120英里/小時的運營速度。E60型在測試中的運營速度從未超過90英里/小時。GG1型只能繼續服役。
最終美鐵的選擇是進口兩型輕量級，大馬力的歐洲電力機車：瑞典通用电机公司的Rc4a型機車（美國型號為X995），以及法國設計的X996，來取代服役半個世紀的GG1型。最終Rc4a在競爭中勝出。通用汽車的子公司易安迪以許可證方式生產Rc4a型機車的改進型AEM-7型電力機車，並最終取代了GG1型機車。賓州中央鐵路在放棄鐵路客運後，於1970年破產，資產由政府控制的“聯合鐵路公司”接收。最後一批13台GG1型在新澤西捷運北澤西海岸線上運用（編號4872–4884），並於1983年10月29日正式退役。
68台GG1型被聯合鐵路接收後繼續用於貨運，直至1980年，聯合鐵路不再使用電氣化線路用作貨物運輸時退役。
GG1型產量為139台，其中15台為原型機，收藏於各博物館中。由於變壓器成本過高，目前所有的GG1型均無法運行。下列GG1型存留至今：

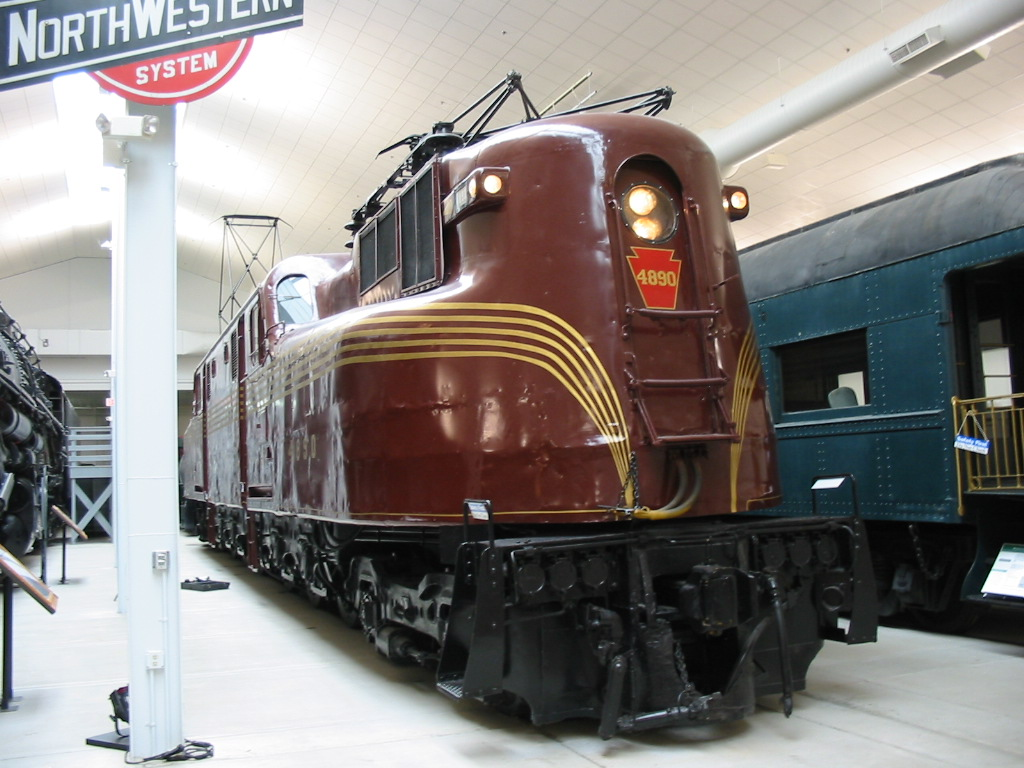
PRR 4890，展示於威斯康星州綠灣国家铁道博物馆（美国），賓州鐵路塗裝

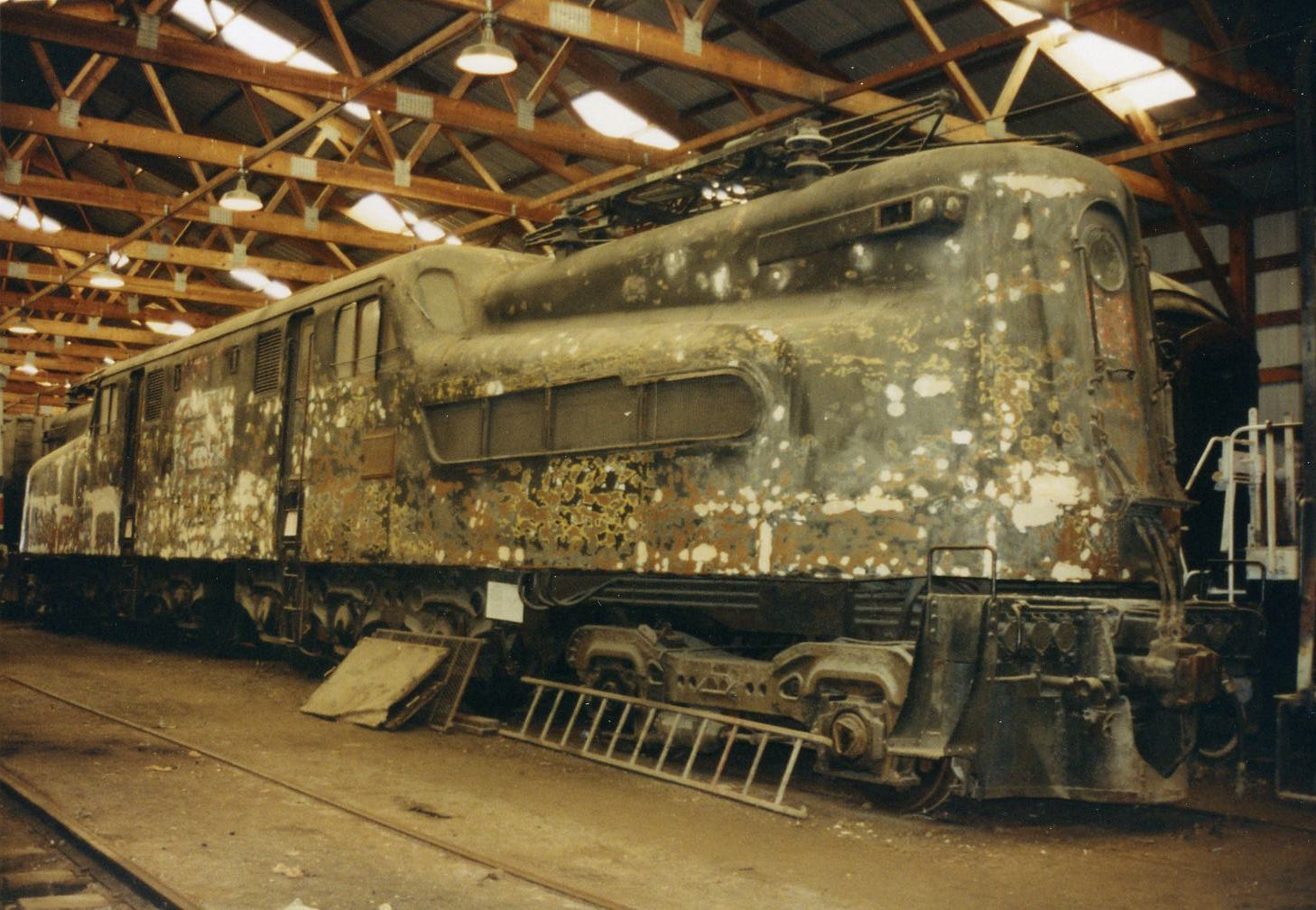
美鐵4939號正在進行重新噴塗作業，恢復PRR 4927的塗裝，展示於伊利諾伊鐵道博物館

- PRR/PC/CR 4800：賓夕法尼亞州斯特拉斯堡賓夕法尼亞鐵道博物館，綽號：“老铆釘”。
- PRR/PC/CR 4859：賓夕法尼亞州哈里斯堡賓夕法尼亞車站，為“賓夕法尼亞州電力機車”。
- PRR/PC/CR/NJT 4876：馬里蘭州巴爾的摩市巴爾的摩和俄亥俄鐵路博物館。
- PRR/PC/CR/NJT 4877：新澤西州波頓市（英语：Boonton,_New_Jersey）新澤西鐵路歷史聯合會（英语：United Railroad Historical Society of New Jersey），綽號“大紅”。
- PRR/PC/CR/NJT 4879：新澤西州波頓市新澤西鐵路歷史聯合會。
- PRR/PC/CR/NJT 4882：印第安納州埃尔克哈特全国纽约中央铁路博物馆（英语：National New York Central Railroad Museum）（賓州鐵路塗裝）。
- PRR/Amtrak 4890：威斯康星州綠灣国家铁道博物馆（英语：National Railroad Museum）。
- PRR 4903/Amtrak 4906：德克薩斯州弗里斯科市美國鐵道博物館，該車曾和4901號GG1型在1968年6月8日牽引羅伯特·弗朗西斯·甘迺迪的葬禮專列。[23]
- PRR 4909/Amtrak 4932：紐約州庫珀斯敦“皮革倉庫鐵道博物館”，該車由亨利福特博物館購買。[24]
- PRR 4913/Amtrak 4913：賓夕法尼亞州阿爾通納鐵道工人紀念博物館。
- PRR 4917/Amtrak 4934：紐約州庫珀斯敦“皮革倉庫鐵道博物館”。[24]
- PRR 4918/Amtrak 4916：密蘇里州聖路易斯市交通運輸博物館。該車曾為史密森尼学会擁有。
- PRR 4919/Amtrak 4917：弗吉尼亞州罗亚诺克弗吉尼亞交通博物館。
- PRR 4927/Amtrak 4939：伊利諾伊州尤寧市伊利諾伊鐵道博物館。
- PRR 4933/Amtrak 4926：紐約州雪城市全國鐵路歷史學會中紐約州展區。其外表被整飾一新，用於紐約州集市展出。
- PRR 4935/Amtrak 4935：賓夕法尼亞州斯特拉斯堡賓夕法尼亞鐵道博物館，綽號：黑傑克。

### 事故

PRR 4876撞入聯合車站地下室

1953年1月15日，由波士頓開往華盛頓特區的173次“聯邦特快”列車進入華盛頓特區聯合車站。列車由4876號GG1型機車牽引。列車以60至70英里/小時的速度經過聯合車站以北2.1公里的號誌時，司機鬆開節流閥並使用剎車，但列車並未減速。司機當即使用緊急剎車，仍然無效。司機隨即鳴響汽笛提醒周圍人注意。一位信號員察覺到列車速度異常，立刻通知了車站方面。4678號經過數個轉轍器，並未發生脫軌，並以35至40英里/小時（56至64公里/小時）的速度進入車站。列車衝開軌道末端的止衝擋，撞穿站長辦公室後，衝入中央大廳。中央大廳地板無法承受機車重量，機車一直墜入地下室。所幸由於預警及時，車站疏散了全部工作人員和旅客，未有人員死亡，43人受傷。中央大廳地板大洞被臨時的蓋住，以用於5天后德怀特·艾森豪威尔總統就職典禮。 4876號機車在事故後被阿爾通納的技術員工拆解運出，並重新整修後使用。車輛現存於巴爾的摩市巴爾的摩和俄亥俄鐵路博物館。
事故後調查表明，事故原因是前後機車的折角塞門造成的。 列車第三節車廂的後部折角塞門關閉，折角塞門扳手位置不對，且位於車廂底部。關閉的折角塞門切斷了空气制动系統的風管，致使第三節車廂車閘失靈。
GG1型在服役中表現了極高的可靠性，唯一一次大規模停運是1958年2月美國東北部遭受大範圍暴風雪災。約有半數的GG1型在事故中損壞停運。覆蓋車體積雪融化後透過牽引電動機的空氣過濾網並滲入電子設備，導致大量電子元件短路受損。

## 大眾文化
1930年代，流線型設計成為工業設計的主流，特別是火車，流線型設計往往是速度的象徵。數家鐵路公司均採用流線型設計的列車，如聯合太平洋鐵路的M-10000系列，以及芝加哥，伯靈頓和昆西鐵路的先鋒者微風號，賓州鐵路GG1型機車亦相應這種潮流。 GG1型亦是影片和廣告的常青樹，並且被賓州鐵路公司印在年歷上，以“利用公眾的眼睛提升知名度”。GG1型先後在1941年電影《百老匯特快》，1945年《鐘》，1961年《寂靜的爆炸》，1962年《諜網迷魂》中出鏡，在1990年電影《亞洲龍》中，亦作為賓夕法尼亞標誌形象出現。 兩台GG1型在1973年電影《Seven-Up》中出鏡，一台為黑色賓州中央鐵路，另一台為銀，紅，綠三色美鐵塗裝。另一台賓州中央鐵路的GG1型亦在1973年電影《最後的細節》中出鏡。 此外，PRR 4821號列車曾在1952年電影《戲王之王》中短暫露面。在電影中，該機車牽引巡迴列車至費城格林威治調車場。導演塞西爾·德米爾利用變焦拍攝出列車進站的場景。
GG1型亦被用於牽引葬禮專列。1945年富兰克林·德拉诺·罗斯福總統去世後，靈柩專列由賓州鐵路GG1型牽引，從華盛頓特區聯合車站駛往紐約賓夕法尼亞車站。1968年6月8日，兩台賓州中央鐵路GG1型機車亦牽引羅伯特·弗朗西斯·甘迺迪的葬禮專列。
GG1型被印製在1999年發行的《二十世紀美國火車》紀念郵票集上。
1998年發行的電子遊戲铁路大亨II同樣有GG1型機車供玩家購買。在遊戲中，該機車的可靠性為全遊戲最高。

## 延伸閱讀
- Abendschein, Frederic H.  (PDF). American Society of Mechanical Engineers. April 23, 1983  [December 13, 2009]. （原始内容 (PDF)存档于2014-04-07）.
- . United States Postal Service. January 20, 2008  [2012-12-06]. （原始内容存档于2008-01-20）. |year=与|date=不匹配 (帮助)
- . The New York Times. November 11, 1934: N11.
- (PDF). Interstate Commerce Commission. February 17, 1953  [January 3, 2010]. （原始内容 (PDF)存档于2011-08-23）.
- (Motion picture). TriStar Pictures. October 5, 1990.
- Ball, Don. . Chester, Vermont: Elm Tree Books. 1986. ISBN 0-393-02357-5.
- Benjamin, Philip. . The New York Times. February 21, 1958: 25.
- Bezilla, Michael. . Pennsylvania State University. 1980. ISBN 0-271-00241-7.
- (Motion picture). Universal-International. April 1961.
- Bradley, Rodger. . Poole, Dorset, UK: Blandford Press. 1985. ISBN 0-7137-1718-1.
- (Motion picture). Hal Roach Studios. June 13, 1941.
- Burks, Edward C. . The New York Times. January 6, 1980: NJ1, NJ23.
- Burks, Edward C. . The New York Times. December 19, 1975: 18.
- (Motion picture). Metro-Goldwyn-Mayer. May 25, 1945.
- Cupper, Dan. . Richmond, Vermont: Great Eastern. 1992. ISBN 0-9625602-1-9.
- (Motion picture). Columbia Pictures. December 12, 1973.
- Loftus, Joseph A. . The New York Times. January 16, 1953: 1, 16.
- (Motion picture). Metro-Goldwyn-Mayer. October 24, 1962.
- Palmateer, Jake. . The Daily Star. March 31, 2008  [April 9, 2008]. （原始内容存档于2013年2月3日）.
- Schafer, Mike; Soloman, Brian. . Minneapolis: Voyageur Press. 2009. ISBN 978-0-7603-2930-6.
- (Motion picture). 20th Century Fox. December 14, 1973.
- Soloman, Brian. . Saint Paul, MN: MBI Publishing. 2003. ISBN 0-7603-1359-8.
- Volkmer, William D. . Edison, New Jersey: Morning Sun Books. 1991. ISBN 1-878887-01-7.
- Wayt, Hampton C. . Classic Trains (Kalmbach). Summer 2009, 10 (2): 30–35.
- Wayt, Hampton C. . Classic Trains (Kalmbach). Fall 2010, 11 (3): 86–87.

## 相關鏈接
- GG1: An American Classic （页面存档备份，存于）： YouTube上關於GG1最後一次運行的影片